# Shannon County (Missouri)
Das Shannon County ist ein County im US-amerikanischen Bundesstaat Missouri. Im Jahr 2020 hatte das County 7031 Einwohner und eine Bevölkerungsdichte von 2,7 Einwohnern pro Quadratkilometer. Der Verwaltungssitz (County Seat) ist Eminence.

## Geografie

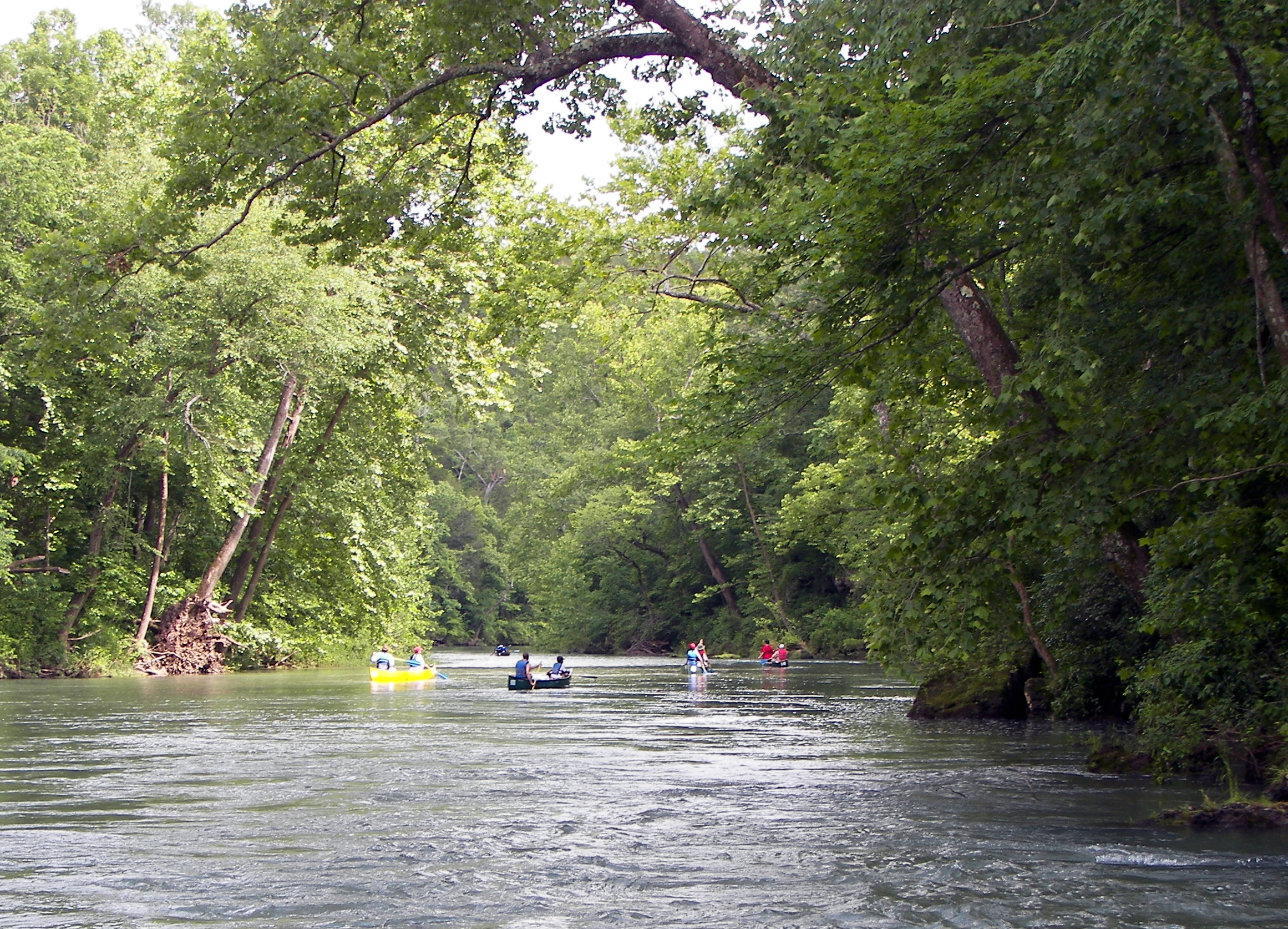
Der Current River

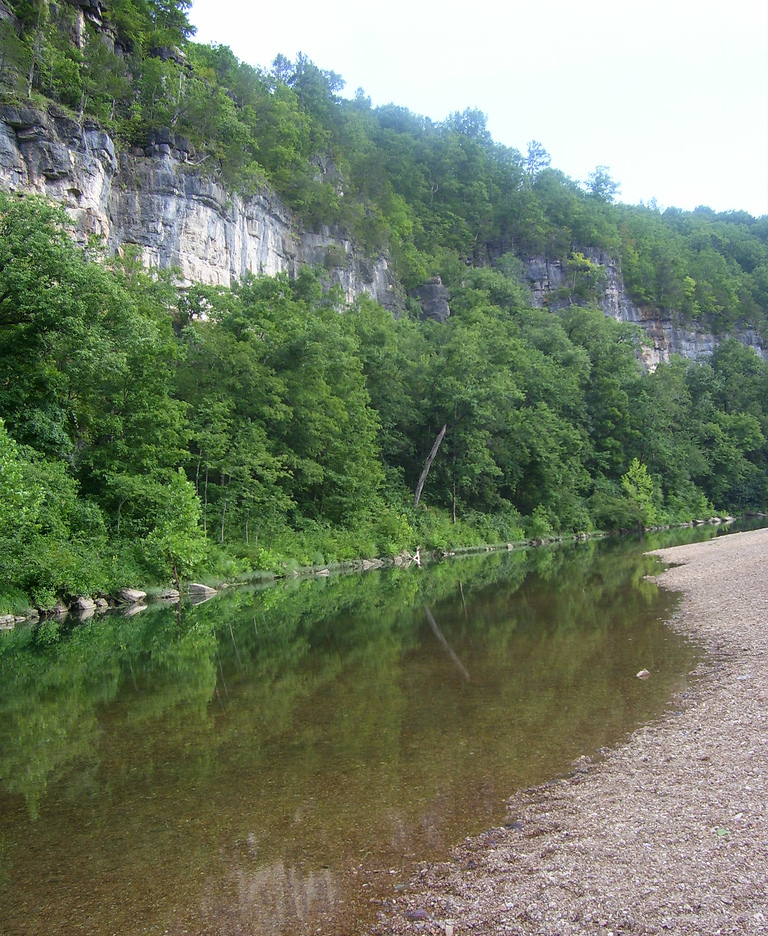
Der Jacks Fork River

Das County liegt in den Ozarks im Südosten von Missouri, ist im Süden etwa 50 km von Arkansas entfernt und hat eine Fläche von 2600 Quadratkilometern.
Das County wird vom Current River und dessen größten Nebenfluss, dem Jacks Fork River durchflossen.
An das Shannon County grenzen folgende Nachbarcountys:
|               | Dent County   |                 |
| Texas County  | Kompass       | Reynolds County |
| Howell County | Oregon County | Carter County   |

### Schutzgebiete
Das Shannon County hat Anteil an zwei nationalen Schutzgebieten:
- Mark Twain National Forest
- Ozark National Scenic Riverways

## Geschichte
Das Shannon County wurde 1841 gebildet. Benannt wurde es nach George Shannon, einem Mitglied der Lewis-und-Clark-Expedition.

## Demografische Daten
Nach der Volkszählung im Jahr 2010 lebten im Shannon County 8441 Menschen in 3402 Haushalten. Die Bevölkerungsdichte betrug 3,2 Einwohner pro Quadratkilometer. In den 3402 Haushalten lebten statistisch je 2,47 Personen.
Ethnisch betrachtet setzte sich die Bevölkerung zusammen aus 96,0 Prozent Weißen, 0,2 Prozent Afroamerikanern, 0,9 Prozent amerikanischen Ureinwohnern, 0,2 Prozent Asiaten sowie aus anderen ethnischen Gruppen; 2,3 Prozent stammten von zwei oder mehr Ethnien ab. Unabhängig von der ethnischen Zugehörigkeit waren 1,6 Prozent der Bevölkerung spanischer oder lateinamerikanischer Abstammung.
23,4 Prozent der Bevölkerung waren unter 18 Jahre alt, 59,3 Prozent waren zwischen 18 und 64 und 17,3 Prozent waren 65 Jahre oder älter. 50,2 Prozent der Bevölkerung war weiblich.

Das jährliche Durchschnittseinkommen eines Haushalts lag bei 30.766 USD. Das Prokopfeinkommen betrug 15.309 USD. 22,8 Prozent der Einwohner lebten unterhalb der Armutsgrenze.

## Ortschaften im Shannon County
Citys
- Birch Tree
- Eminence
- Summersville1
- Winona

Unincorporated Communities
| - Akers - Alley Spring - Bartlett - Beal - Cedargrove - Delaware | - Flatwood - Ink - Low Wassie - Mauser Mill - Midridge - Montier | - Munsell - Oakside - Rat - Rector - Round Spring - Shannondale | - Teresita - Timber - Venice - West Eminence |

1 – teilweise im Texas County

## Gliederung
Das Shannon County ist in zehn Townships eingeteilt:
| Township            | Einwohner (2010) | FIPS     |
| ------------------- | ---------------- | -------- |
| Bartlett Township   | 443              | 29-03484 |
| Birch Tree Township | 1273             | 29-05752 |
| Delaware Township   | 91               | 29-19000 |
| Eminence Township   | 1773             | 29-22294 |
| Montier Township    | 693              | 29-49628 |

| Township               | Einwohner (2010) | FIPS     |
| ---------------------- | ---------------- | -------- |
| Moore Township         | 149              | 29-49772 |
| Newton Township        | 240              | 29-52274 |
| Spring Creek Township  | 363              | 29-69734 |
| Spring Valley Township | 965              | 29-70144 |
| Winona Township        | 2451             | 29-80530 |